# 渡辺正夫
渡辺 正夫（わたなべ まさお、1888年（明治21年）10月10日 - 1950年（昭和25年）10月11日）は、日本の陸軍軍人。最終階級は陸軍中将。

## 経歴
旧岸和田藩士、小学校長・渡辺源太の二男として生まれる。大阪陸軍地方幼年学校、中央幼年学校を経て、1909年（明治42年）5月、陸軍士官学校（21期）を卒業、同年12月、砲兵少尉に任官し、野戦砲兵第4連隊付となる。陸軍砲工学校高等科を卒業し、さらに1919年（大正8年）11月、陸軍大学校（31期）を卒業。
参謀本部付勤務、参謀本部員、陸軍野戦砲兵学校教官、広島湾要塞参謀、豊予要塞参謀、近衛野砲兵連隊大隊長、野戦砲兵学校教官、野砲兵第10連隊長、第14師団参謀長などを経て、1937年（昭和12年）8月、陸軍少将に進級。
中部防衛参謀長、陸軍造兵廠総務部長、陸軍兵器本廠長などを歴任し、1939年（昭和14年）10月、陸軍中将となった。陸軍航空技術研究所付を経て、1940年（昭和15年）8月、新編された第56師団長に親補された。ビルマの戦いに従軍し侵攻作戦とビルマルート（援蒋ルート）遮断に成功した。1942年（昭和17年）12月、陸軍科学学校長に就任。太平洋戦争末期の1944年（昭和19年）3月、沖縄の第32軍初代司令官として沖縄の航空基地設営を行った（牛島満の前任者）。同年8月、心労のため、また過度に沖縄県民の不安を煽ったことで、参謀本部付となり、10月に予備役編入となったが、1945年（昭和20年）4月に召集され、大阪師管区司令官に就任し、同年12月に召集解除となった。
1947年（昭和22年）11月28日、公職追放仮指定を受けた。

## 栄典
位階
- 1910年（明治43年）2月21日 - 正八位[6]
- 1913年（大正2年）4月21日 - 従七位[7]
- 1918年（大正7年）5月20日 - 正七位[8]
- 1923年（大正12年）7月31日 - 従六位[9]
- 1928年（昭和3年）9月1日 - 正六位[10]
- 1937年（昭和12年）9月1日 - 正五位[11]

勲章
- 1940年（昭和15年）8月15日 - 紀元二千六百年祝典記念章[12]
- 1945年（昭和20年）7月25日 - 旭日大綬章[13]（日本国憲法施行前の最後の受章者）

## 親族
- 四男 渡辺昭夫（国際政治学者）
- 兄 渡辺保治（陸軍大佐）[1]
- 妻の伯父 立花小一郎（陸軍大将）[1]